# Каліновець (Великопольське воєводство)
Каліновець (пол. Kalinowiec) — село в Польщі, у гміні Клечев Конінського повіту Великопольського воєводства.
Населення — 178 осіб (2011).
У 1975—1998 роках село належало до Конінського воєводства.

## Демографія
Демографічна структура станом на 31 березня 2011 року:
|          | Загалом | Допрацездатний вік | Працездатний вік | Постпрацездатний вік |
| -------- | ------- | ------------------ | ---------------- | -------------------- |
| Чоловіки | 88      | 16                 | 59               | 13                   |
| Жінки    | 90      | 16                 | 47               | 27                   |
| Разом    | 178     | 32                 | 106              | 40                   |